# Bibliotheca Mystica de Dantalian
Bibliotheca Mystica de Dantalian (яп. ダンタリアンの書架 Данталиан но Сёка, досл. «Мистическая библиотека Данталиан») — серия лайт-новел, автором сценария которой является Гакуто Микумо, а иллюстратором — художник под псевдонимом G-Yuusuke. Серия выходила в журнале The Sneaker издательства Kadokawa Shoten с февраля 2008 года по февраль 2011 года. Кроме того выпускается несколько манга-адаптаций сюжета произведения. В 2011 году показан аниме-сериал Dantalian no Shoka, производством которого занималась студия Gainax.

## Сюжет
Сюжет произведения начинается с того, что молодой человек по имени Хью, наследует старый дом, а также коллекцию книг своего дедушки. Однако придя осмотреть дом, он обнаруживает там странную девочку в чёрном платье, называющую себя Далиан и утверждающую, что управляет вратами в магическую библиотеку, полную «призрачных книг», обладающих огромной силой.

## Персонажи
Библиотеки
▪ Данталин
Мир в бутыле
▪ Лонг лост
Падший мир
Ёмихимэ
▪ Далиан
Чёрная ёмихимэ (яп. 読姫, досл. «читающая принцесса»). Является хранителем библиотеки Данталиан, включающей в себя 900 666 гэнсё (яп. 幻書 gensho, досл. «призрачные книги»). Любит сладости и терпеть не может принижение собственных достоинств. Ревнива и упряма. Любит покомандовать Хью, но в то же время искренне переживает за него и старается о нём заботиться.
- Фламберг (яп. フランベルジュ)

Серебряная ёмихимэ. Носит смирительную рубашку с девятью замками. У неё немного грубоватый голос, похожий на мальчишеский. Любит отпускать в сторону Хала шутки и насмешки, порой нецензурного содержания. Довольно общительна, быстро сходится с людьми, хорошо ладит с детьми. В отличие от Далиан её «библиотека» открывается не в груди, а в животе из-за чего Флам испытывает куда большую боль.
- Расиель (яп. ラジエル)

Красная ёмихимэ. Выглядит как маленькая девочка с повязкой на левом глазу, в котором находится «библиотека». Вместе с Профессором занимается поиском потенциальных «призрачных книг» и их авторов.

### Кагимори
- Хью Энтони Дисвард (яп. ヒュー・アンソニー・ディスワード)

Кагимори (яп. 鍵守, досл. «хранитель ключей») Далиан. В прошлом — лейтенант лётных войск. Любит читать и хорошо разбирается в книгах. Заботится о Далиан и с юмором относится к её детскому поведению. Высвобождает силу призрачных книг посредством чтения их вслух.
- Хал Камхоут (яп. ハル・カムホート)

Кагимори Фламберг. Также известен как «сжигатель книг». Невозмутимый и холодный, не обращает никакого внимания на постоянные насмешки Флам. Владеет японской борьбой. Он активизирует силу призрачных книг с помощью посоха Сурта, в который помещается книга и, «сгорая» в синем пламени, высвобождает свою мощь. Таким образом, Хал не тратит время на прочитывание книги вслух, как это делает Хью.
- Профессор (яп. 教授)

Кагимори Расиель. Называется «Профессором», хотя не известно, имеет ли он какую-нибудь учёную степень. Его отношение к «призрачным книгам» не такое, как у Хью и Хала. В отличие от них, он желает распространять и использовать «призрачные книги».

### Другие
- Камилла Сауер Кейнес (яп. カミラ・ザウアー・ケインズ)

Подруга детства Хью. Далиан называет её «старой девой» и высмеивает её пристрастия в одежде. Работает в школе. Знает о пристрастии Далиан к сладостям, чем умело пользуется.
- Арманд Джеремия (яп. アルマン・ジェレマイア)

Бывший подчинённый Хью (во времена службы). Импульсивный юноша. Склонен к театральным жестам и чрезмерной влюбчивости.
- Джессика Элфинстоун (яп. ジェシカ・エルフィンストン)

Студент школы-интерната, где главной является тётя Хью.